# Franckeus nitidulus
Espèce
Synonymes
- Vaejovis nitidulus C. L. Koch, 1843

Franckeus nitidulus est une espèce de scorpions de la famille des Vaejovidae.

## Distribution
Cette espèce est endémique du Mexique. Elle se rencontre dans les États d'Hidalgo, de Mexico et du Querétaro.

## Description
Franckeus nitidulus mesure de 45 à 65 mm.

## Systématique et taxinomie
Cette espèce a été décrite sous le protonyme Vaejovis nitidulus par C. L. Koch en 1843. Elle est placée dans le genre Franckeus par Soleglad et Fet en 2005.

## Publication originale
- C. L. Koch, 1843 : Die Arachniden. Getreu nach der Natur abgebildet und beschrieben. C. H. Zeh'schen Buchhandlung, Nürnberg, vol. 10, p. 1-20 (texte intégral).